# 乌什镇
乌什镇，是中华人民共和国新疆维吾尔自治区阿克苏地区乌什县下辖的一个乡镇级行政单位。

## 行政区划
乌什镇下辖以下地区：
依提帕克社区、南关社区、英买里社区、喀什搏依社区、九眼泉社区、南关村、九眼泉村和阿合塔麻扎村。